# IEC
Международната електротехническа комисия (IEC, също МЕК; на английски: International Electrotechnical Commission, IEC; на френски: Commission électrotechnique internationale, CEI) е международна организация за стандартизация в областта на електрическите, електронните и свързаните с тях технологии. Много от стандартите на IEC се разработват съвместно с Международната организация по стандартизация (ISO).
Организацията се състои от представители на национални институти по стандартизация. Тя е създадена през 1906 г. и към 2013 г. в нея членуват 82 страни, които разработват и приемат стандартите. Други 82 страни участват в т. нар. Програма за присъединяване на страните (Affiliate Country Program), която не е форма на членство, а е предназначена да подпомогне развиващите се страни в приобщаването им към стандартите на IEC. Първоначално комисията е разположена в Лондон, а през 1948 г. се премества в сегашната си централа в Женева. IEC има регионални центрове в Азиатско-тихоокеанския регион (Сингапур), Латинска Америка (Сао Пауло, Бразилия) и Северна Америка (Бостън, САЩ).

## История
Първата среща на IEC се провежда на 26 и 27 юни 1906 г. под председателството на Александър Сименс. Девет страни изразяват желанието си да се присъединят към IEC след 1905 г., за да въведат стандартизация в областта на електротехниката: Обединеното кралство, САЩ, Франция, Италия, Канада, Германия, Австрия, Дания, Швеция иНорвегия. Въпреки че 1906 г. се счита като годината на основаване на IEC, свързани със стандартизацията дискусии започват още в началото на 1904 г. по време на международен конгрес в Сейнт Луис, Мисури. На този конгрес 15 страни се ангажират със създаването на представителна комисия, която да разглежда въпроса за стандартизация на номенклатури и цени, въведени за апарати и електрически машини.
Първият президент на IEC е лорд Келвин, добре познат с научните си трудове в областта на термодинамиката. Понастоящем в нейния състав влизат представители на повече от 160 национални органи по стандартизация. 82 от тях са действителни членове, а останалите са „афилирани“ (присъединени). Целта на тази форма на участие в работата на организацията е да се помогне на развиващите се страни да се приобщят към IEC. България е действителен член на IEC от 1958 г.
Програмата на IEC обхваща всички електротехнологии, включително производство и пренос на енергия, електроника, техника на магнитите и електромагнитите, електроакустика, мултимедии и радиовръзка, а също така свързаните с тях дисциплини като терминология и символи, електромагнитна съвместимост, измерване и представяне на резултатите, надеждност, проектиране и разработване, безопасност и околна среда. IEC съществува непрекъснато над 100 години. Сега има профил на световна обществена организация, в която свободно членуват националните органи на държавите, които отговарят за стандартизацията в секторите електротехника, електроника и компютри. За членството се заплаща членски внос. Българският национален орган по стандартизация е член на IEC от 1958 г. В световен мащаб е разпространено мнението, че бурното развитие на електротехниката и компютризацията е постигнато благодарение на непрекъснатото действие на IEC през 40 – 60-те години на миналия век.
Днес IEC e водещата световна организация в своята област, а нейните стандарти са приети като национални стандарти от всички нейни членове. В разработването на тези стандарти са ангажирани над 10 000 специалисти по електротехника и електроника от индустрията, правителствата, академичните среди, изпитвателните лаборатории и други, които имат интереси в тази област.
IEC има основния принос за разработването и разпространението на стандартите за единици за измерване, особено за гаус, херц и вебер. Така също IEC предложи системата от стандарти, която впоследствие прерасна в SI. През 1938 г. е издаден международен речник, който си поставя за цел да обедини цялата електрическата терминология. Тези усилия продължават непрекъснато, а Международният електротехнически речник (т. нар. Електропедия) си остава основен документ за електрическите и електронни отрасли на промишлеността.
Стандартите на IEC имат номера в диапазона 60 000 – 79 999, а названията им имат вида IEC 60411 Графични символи. Номерата на старите стандарти на IEC бяха преобразувани през 1997 г. чрез добавяне на числото 60 000, например стандартът IEC 27 получи номер IEC 60027. Стандартите, разработени съвместно с Международната организация по стандартизация, имат названия от вида ISO/IEC 7498 – 1:1994 Open Systems Interconnection: Basic Reference Model.
Стандартизацията има за цел:
- да улесни обмена в света, премахвайки техническите бариери;
- да осигури качество на продуктите;
- да гарантира оперативна съвместимост на продукти и системи;
- да допринесе за безопасната употреба на продукти;
- да допринесе за опазването на околната среда и качеството на живот като намали емисиите на парникови газове.

## Международен електротехнически терминологичен речник
През 1938 г. IEC публикува първото издание на своя международен електротехнически терминологичен речник, за да обедини свързаната с електричеството терминология. Този речник допринася много в електрическата и електронната индустрия. Започнала през 1945 г., една нова серия на научни трудове води до издаването на второ издание от речника, съдържащо близо 9000 термина, разпределени в 24 глави. Процедурата, установена от Комитета по терминология през 1974 г. изисква създаването на около 70 работни групи от 5 до 15 експерта, работещи в рамките на образувателните комитети на IEC. Термините и определенията са предоставени на английски и френски, а еквивалентните термини – на още 17 езика.

## Членове
Членството в Международната електротехническа комисия е възможно само за национално признатите организации за стандарти. Ето някои от страните и представящите ги организации:
- България – Български институт за стандартизация
- Великобритания – British Electrotechnical Committee (BEC), част от British Standards Institution (BSI)
- Германия – Deutsche Kommission Elektrotechnik Elektronik Informationstechnik im DIN & VDE
- Канада – Standards Council of Canada
- Русия – Федеральное агентство по техническому регулированию и метрологии
- САЩ – American National Standards Institute (ANSI)
- Франция – Union technique de l'électricité et de la communication (UTE)
- Япония – Japanese Industrial Standards Committee

## Структурата на IEC
Върховен ръководен орган е Общото събрание. В него участват делегации на националните органи по стандартизация в електротехниката и електрониката на страните-членки на IEC. Събранието определя политиката и стратегията на развитие на IEC, избира президента, вицепрезидентите и членовете на останалите ръководни органи.
Ръководен орган между две Общи събрания е Съветът на IEC, в който участват представители на определени национални органи. Той отговаря за изпълнение на решенията на Общото събрание относно организационната работа, средства и бюджет. Ръководен технически орган е Аукционен комитет, който ръководи дейностите по стандартизация на IEC, като направлява създаването на стандарти от около 150 технически комитета.
Делови постоянно действащ орган е Президиумът на IEC. В него участват президентът и вицепрезидентите, генералният секретар на IEC и др.
Всички дейности, свързани с финанси, организация на заседания, разпространение на стандарти и т.н., се извършват от щатните служители на Централния офис със седалище в Женева. Той се ръководи от щатен Генерален секретар на IEC, който отговаря за изпълнението на посочените задачи.
Стандартите на IEC се разработват в три главни направления:
- Група А: общи въпроси, терминология, символи, електроизделия;
- Група В: електроника и компоненти, информационна техника, далекосъобщения;
- Група С: безопасност на ел. измервания, на изделия за бита и т.н.

Към 31 декември 2007 г. действат 5794 международни стандарта на IEC.

## Международна организация по стандартизация(ISO)
ISO е създадена през 1946 г. в Лондон, веднага след Втората световна война, с участието на 25 водещи страни в света, победители и победени във войната. Затова е прието международните стандарти на ISO, а след това и на IEC, да се издават в три езикови версии – на английски, френски и руски език, езиците на победителите.
Практически ISO обхваща световната стандартизация във всички останали сектори на икономиката и обществения живот, освен тези на IEC. Сега тя изпълнява най-важната стандартизационна роля в света и представлява гръбнак на Световната търговска организация (СТО).